# Dolly King
William King, detto Dolly (15 novembre 1916 – Binghamton, 29 gennaio 1969), è stato un cestista e allenatore di pallacanestro statunitense, professionista nella NBL.

## Carriera

### High school e college
King giocò per quattro anni nelle squadre di basket, football e baseball della Alexander Hamilton High School di Brooklyn. Successivamente giocò nella NCAA a Long Island University per quattro anni, fino al 1941, anno in cui lasciò la squadra (fino a quel momento imbattuta) per dedicarsi al professionismo. Oltre ad essere capitano della squadra di basket dell'università, giocava anche nelle squadre di baseball e football dell'ateneo: secondo il suo allenatore Clair Bee, nel giorno del ringraziamento del 1939 giocò in uno stesso giorno un'intera partita di football ed una di basket, risultando il miglior marcatore della sua squadra in entrambe le sfide.

### Passaggio al professionismo
Inizialmente fondò una sua squadra professionistica, nota con il nome di Long Island Blackbirds (ma conosciuta anche come Dolly King All Stars). Dopo breve tempo andò a giocare negli Harlem Yankees, con cui terminò quella stagione. Sempre nel 1941 militò anche nei New York Rens, con cui prese parte al Rosenblum Pro Invitational Tournament ed al World Pro Basketball Championship di Chicago. Rimane con la squadra (di cui era anche diventato per un breve periodo capitano) fino al 1943, anno in cui va a giocare nei Washington Bears. Ha giocato come professionista anche nei Grumman Wildcats.
Nella stagione 1946-1947 ha giocato in NBL con i Rochester Royals; nelle 41 partite disputate con la squadra ha tenuto una media di 4 punti a partita, giocando a fine anno anche in 11 partite di playoff (a 8,3 punti di media a partita), chiusi con una sconfitta in finale contro i Chicago American Gears. Fu il primo cestista afroamericano a giocare nella NBL dopo la fine della Seconda guerra mondiale. Nella stagione 1948-1949 ha invece giocato con i Dayton Rens, nome assunto per la stagione 1948-1949 dai New York Rens per partecipare alla NBL in sostituzione dei Detroit Vagabond Kings, esclusi a stagione in corso per difficoltà finanziarie con un record di 2 vittorie e 17 sconfitte: fu la prima squadra composta da soli neri a prendere parte al campionato; King giocò una sola partita, mettendo a segno 11 punti. A fine anno la NBL si fuse con la BAA per creare la NBA, nella quale i Rens non vennero fatti partecipare.

### Altri sport
In vari periodi della sua carriera giocò come professionista a football nei Long Island Indians e a baseball negli Homestead Grays.

### Dopo il ritiro
Terminata l'attività agonistica, King divenne il primo arbitro di colore della Eastern College Athletic Conference (E.C.A.C.) della NCAA; successivamente lavorò come insegnante al Manhattan Community College. Morì per un attacco cardiaco nel 1969.